# Cusy (Haute-Savoie)
Pour les articles homonymes, voir Cusy.
Cusy est une commune française située dans le département de la Haute-Savoie, en région Auvergne-Rhône-Alpes. Elle fait partie de l'Albanais et du canton d'Alby-sur-Chéran.

## Géographie

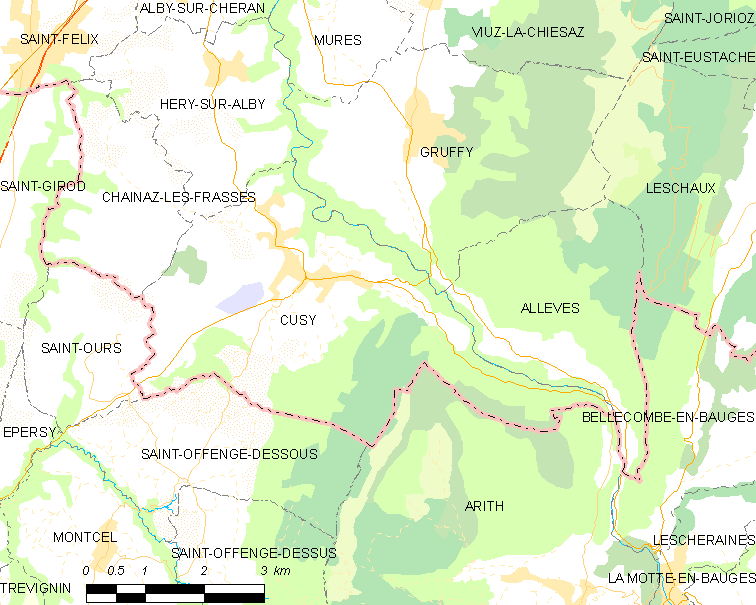
Cusy et les communes voisines.

## Urbanisme

### Typologie
Au 1er janvier 2024, Cusy est catégorisée commune rurale à habitat dispersé, selon la nouvelle grille communale de densité à sept niveaux définie par l'Insee en 2022.
Elle est située hors unité urbaine. Par ailleurs la commune fait partie de l'aire d'attraction d'Annecy, dont elle est une commune de la couronne,. Cette aire, qui regroupe 79 communes, est catégorisée dans les aires de 200 000 à moins de 700 000 habitants,.

### Occupation des sols
L'occupation des sols de la commune, telle qu'elle ressort de la base de données européenne d’occupation biophysique des sols Corine Land Cover (CLC), est marquée par l'importance des forêts et milieux semi-naturels (47 % en 2018), en diminution par rapport à 1990 (47,9 %). La répartition détaillée en 2018 est la suivante : 
forêts (46,9 %), zones agricoles hétérogènes (31,3 %), prairies (15,2 %), zones urbanisées (5,2 %), zones humides intérieures (1,4 %).
L'IGN met par ailleurs à disposition un outil en ligne permettant de comparer l’évolution dans le temps de l’occupation des sols de la commune (ou de territoires à des échelles différentes). Plusieurs époques sont accessibles sous forme de cartes ou photos aériennes : la carte de Cassini (XVIIIe siècle), la carte d'état-major (1820-1866) et la période actuelle (1950 à aujourd'hui).

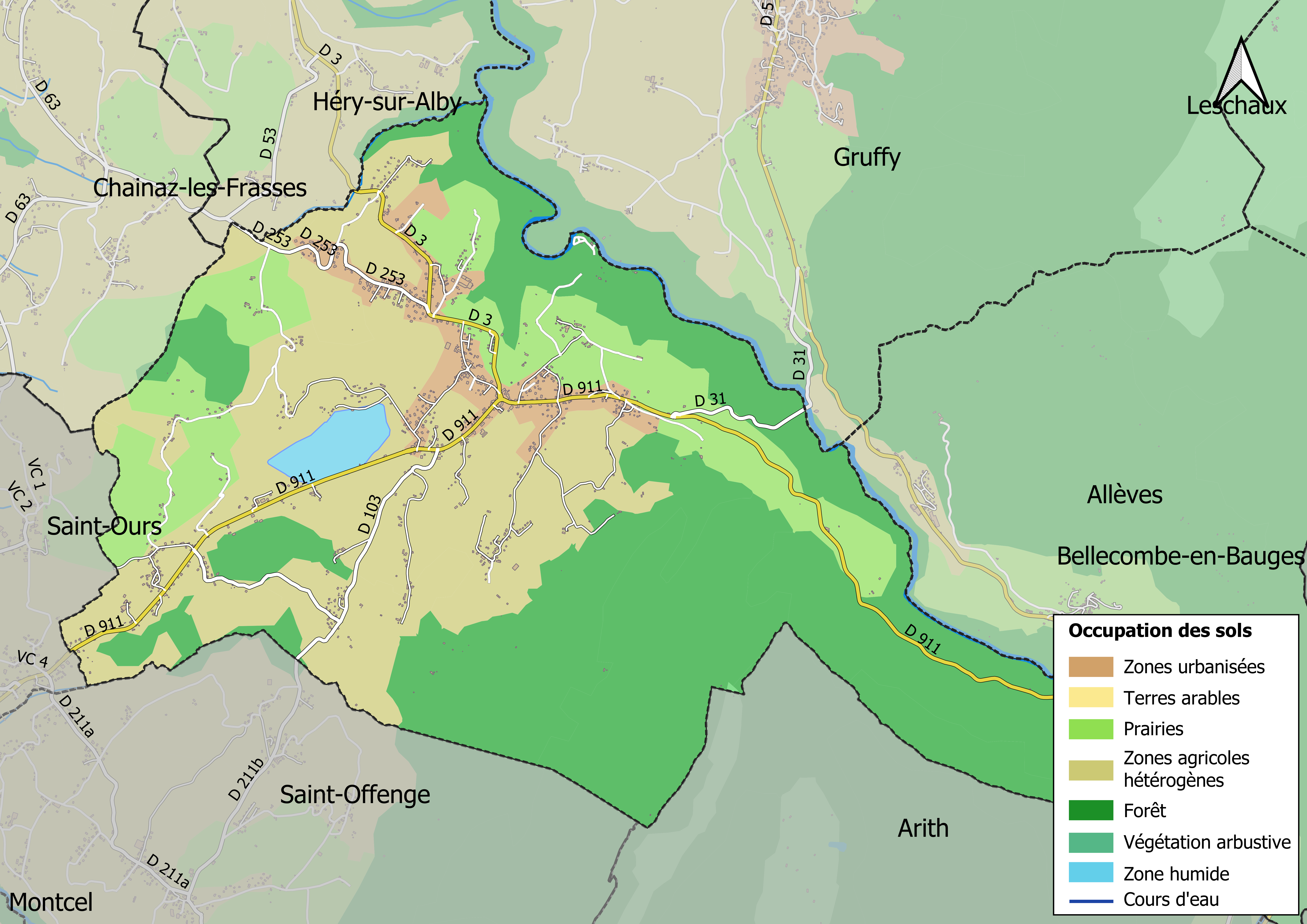
Carte des infrastructures et de l'occupation des sols en 2018 (CLC) de la commune.
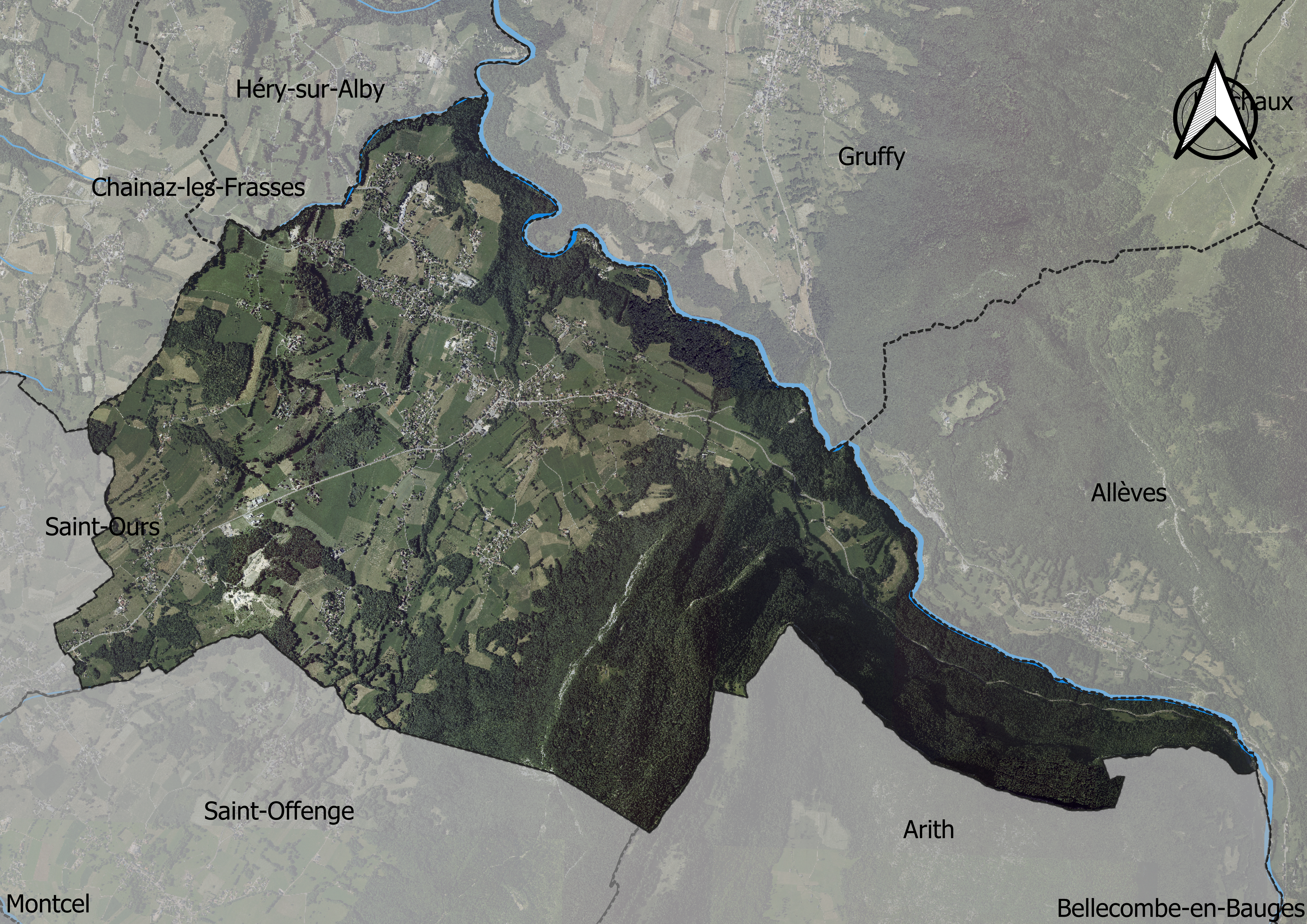
Carte orthophotogrammétrique de la commune.

## Toponymie
Le toponyme Cusy est dérive du nom d'un domaine gallo-romain Cuisiacum ou Cusiacum.
On trouve, dans la documentation médiévale, les formes Cusei/Cusea (1022), Cusyaco (1250), Cusie (vers 1344) ou encore Cusiacum (XIVe siècle),.
En francoprovençal, le nom de la commune s'écrit Kozi (graphie de Conflans) ou Côsi (ORB).

## Histoire
Initialement, il s'agit du domaine du Romain « Cusius », proconsul chargé de surveiller la construction de la nouvelle voie romaine.
Les droits sur l'église au début de l'an mil au comte Humbert Ier et sa famille.  En 1022, les droits sont transférés lors d'un échange avec Lambert, évêque de Langres, contre la terre d'Ambilly, dans le comté de Genève,.

## Politique et administration

### Situation administrative
Cusy appartient au canton de Rumilly, qui compte selon le redécoupage cantonal de 2014 29 communes. Avant ce redécoupage, la commune appartenait au canton d'Alby-sur-Chéran, dont Alby-sur-Chéran était le chef-lieu.
La commune appartient depuis le 1er janvier 2017 au Grand Annecy qui remplace la communauté de communes du Pays d'Alby-sur-Chéran, créée en 1993 et qui fait suite à différents syndicats communaux (syndicat intercommunal pour le développement économique du canton d'Alby, syndicat intercommunal pour l'équipement scolaire du canton d'Alby, syndicat intercommunal pour le ramassage des élèves du canton d'Alby). On retrouve ainsi les onze communes de l'ancien canton d'Alby-sur-Chéran.
Cusy relève de l'arrondissement d'Annecy et de la deuxième circonscription de la Haute-Savoie.

### Liste des maires
| Période                                  | Période   | Identité            | Étiquette | Qualité |
| ---------------------------------------- | --------- | ------------------- | --------- | ------- |
| 1983                                     | 1997      | Jacques Armand      |           |         |
| octobre 1997                             | mars 2014 | Jean-Claude Guerraz |           |         |
| mars 2014                                | mai 2020  | Serge Petit         | DVD       | ...     |
| mai 2020                                 | En cours  | Patricia Mermoz     |           |         |
| Les données manquantes sont à compléter. |           |                     |           |         |

## Population et société
Les habitants de la commune sont appelés les Cuséens/Cuséennes (sur le site communal) ou Cusillards/Cusillardes, voire Cusiards/Cusiardes. Le site des Archives départementales de la Savoie et de la Haute-Savoie - sabaudia.org donne Cuzéens.

### Démographie
L'évolution du nombre d'habitants est connue à travers les recensements de la population effectués dans la commune depuis 1793. Pour les communes de moins de 10 000 habitants, une enquête de recensement portant sur toute la population est réalisée tous les cinq ans, les populations de référence des années intermédiaires étant quant à elles estimées par interpolation ou extrapolation. Pour la commune, le premier recensement exhaustif entrant dans le cadre du nouveau dispositif a été réalisé en 2006.

En 2022, la commune comptait 1 855 habitants, en évolution de +0,11 % par rapport à 2016 (Haute-Savoie : +6,01 %, France hors Mayotte : +2,11 %).
| 1793 | 1800 | 1806  | 1822  | 1838  | 1848  | 1858  | 1861  | 1866  |
| ---- | ---- | ----- | ----- | ----- | ----- | ----- | ----- | ----- |
| 856  | 851  | 1 017 | 1 200 | 1 390 | 1 513 | 1 398 | 1 478 | 1 409 |

| 1872  | 1876  | 1881  | 1886  | 1891  | 1896  | 1901  | 1906  | 1911  |
| ----- | ----- | ----- | ----- | ----- | ----- | ----- | ----- | ----- |
| 1 324 | 1 235 | 1 156 | 1 190 | 1 171 | 1 138 | 1 103 | 1 105 | 1 004 |

| 1921 | 1926 | 1931 | 1936 | 1946 | 1954 | 1962 | 1968 | 1975 |
| ---- | ---- | ---- | ---- | ---- | ---- | ---- | ---- | ---- |
| 888  | 889  | 876  | 861  | 773  | 753  | 739  | 749  | 726  |

| 1982 | 1990 | 1999  | 2006  | 2011  | 2016  | 2021  | 2022  | - |
| ---- | ---- | ----- | ----- | ----- | ----- | ----- | ----- | - |
| 817  | 969  | 1 270 | 1 593 | 1 783 | 1 853 | 1 849 | 1 855 | - |

### Équipement
.

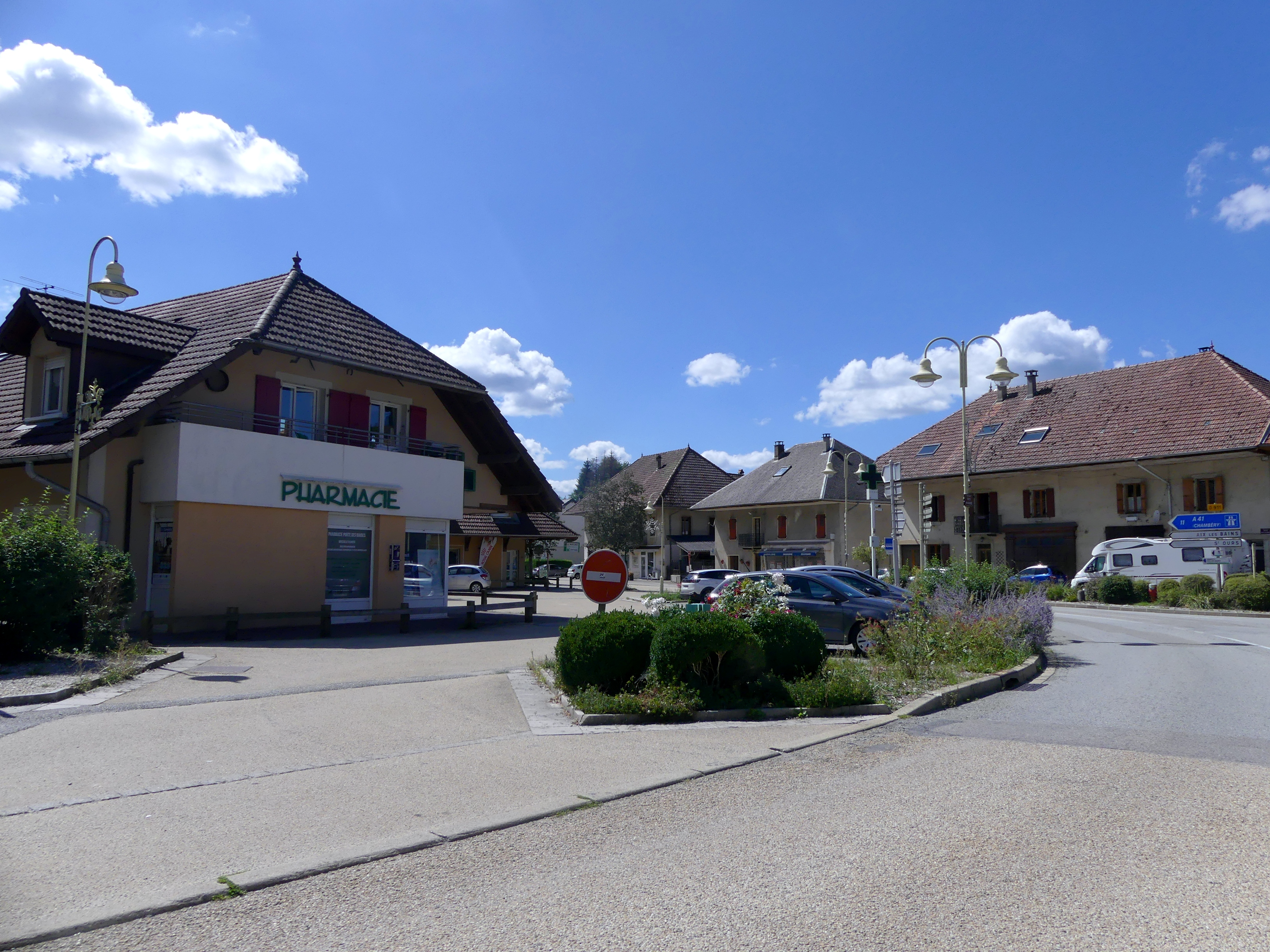
Chef-lieu de Cusy en été.

- Services aux entreprises : expert comptable, commissaire aux comptes.
- Artisans : station service / garage (fermée depuis février 2009), électricien, menuisier.
- Associations : judo, familles rurales, danses, ping-pong, jeunes sapeurs  pompiers, équitation.
- Banque, assurance : DAB (crédit mutuel).
- Commerces de proximité : quincaillerie /souvenirs, traiteur, boulangerie, fromagerie, boucherie, épicerie, bar/ tabac, petit casino (livraison rapide à domicile), pizza à emporter.
- Culture : cinéma.
- Immobilier : agence immobilière, architectes.
- Santé : un cabinet médical, un cabinet infirmier, un cabinet de masseurs-kinésithérapeute, orthopédiste, vétérinaire, dentistes, pharmacie, podologue, opticien.
- Services à la personne : esthéticienne, coiffure dames/hommes.
- Services publics : centre de secours, notaire, station  d'épuration à macrophytes, bureau de poste, expert comptable commissaire aux comptes.
- Tourisme : camping, chambres d'hôtes, meublés, restaurant, pizza à emporter.

### Évènements
- Cusy accueille chaque année en octobre, en lien avec l'association Cinébus, le festival « Image(s) de Résistance(s) » dont l'édition 2010 est parrainée par le réalisateur Gustave Kervern[18].
- Le 7 juillet 2013, passage du Tour de France cycliste.

## Économie
Production de lait et de miel.

## Culture locale et patrimoine

### Patrimoine civil et historique

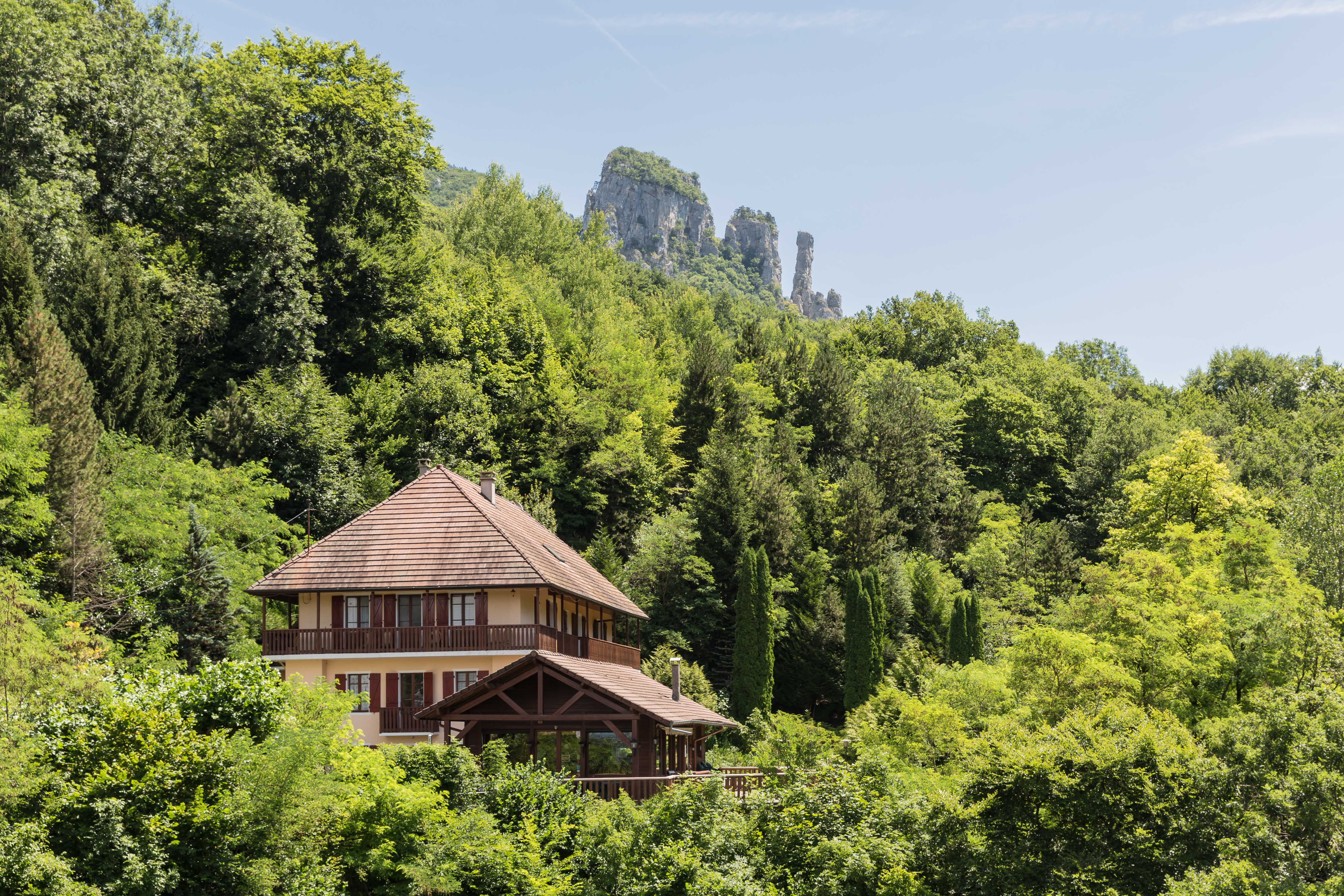
Hôtel Restaurant Aux Gorges du Chéran et vue ouest des tours Saint-Jacques en arrière-plan, depuis le pont de l'Abîme.

- Le château de Cusy, ancien château-fort aujourd'hui disparu. Ce monument s'élevait sur l'ancienne motte romaine. Il fut fondé en 1022 par Humbert Ier de Savoie, dit Humbert aux blanches mains, fondateur de la maison de Savoie. À ce titre, la commune de Cusy mérite d'être citée sur le plan historique. Il a appartenu, entre autres, à la famille de Pingon, titulaire de la baronnie de Cuzy au XVIe siècle.
- Maison forte de Fésigny.
- Pont de l'Abîme, construit entre juin 1887 et mars 1891 au-dessus d'un ravin profond de 90 m.
- Pont de Banges.
- Ruines d'un ancien pont romain, dont il reste les traces des piles (situé en amont du pont de Banges).

### Patrimoine religieux
- Chapelle de Lachat, construite vers 1700, par les habitants du hameau, grâce à une donation foncière du sieur François Charvet, administrateur du Sénat de Savoie et riche propriétaire terrien.
- Église placée sous le patronage de saint Christophe. Le nouvel édifice, de style néo-roman, est construit en 1888. Il est consacré en 1892[19].

### Patrimoine naturel
- La rivière Chéran et son parcours de canoë-kayak du lieu-dit la Passerelle jusqu'à Alby-sur-Chéran.
- Le marais des Mièges, qui couvre une superficie de 21 ha, classé Natura 2000 et ZNIEFF.
- Le marais de Vautrey, une zone naturelle de 3,5 hectares, aujourd'hui sauvée du remblaiement et classée en zone humide naturelle.
- La montagne de Bange, accessible par le sentier partant au niveau des Perrières.

#### Protection du ciel et de l'environnement nocturne
La commune possède, à l'édition de 2017, le niveau 4 étoiles au label « Villes et Villages Étoilés », décerné par l'Association Nationale pour la Protection du Ciel et de l'Environnement Nocturne (ANCEN).

### Personnalités liées à la commune
- Humbert Ier de Savoie, fondateur du château de Cusy au XIe siècle.
- Jean-Bérold de Pingon (4 janvier 1561, au château de Cusy), baron de Cusy, fils aîné d'Emmanuel-Philibert de Pingon, historiographe du duc Emmanuel-Philibert de Savoie. En souvenir de cette famille seigneuriale, la commune de Cusy a inséré, dans son blason coupé, une partie des armoiries Pingon.
- Fabien Tilliet, membre de l'équipe de France d'aviron aux Jeux olympiques de Pékin 2008, 4e de l'épreuve de « 4 de pointe ».
- Robert Bogey, membre de l'équipe de France d'athlétisme dans les années 1960-1964, recordman du monde du relais 4 × 1 500 m, natif de Cusy. L'espace sportif porte son nom.
- Nicolas Thiervoz, champion de France de VTT cross country et coureur cycliste accompli. Engagé à la « roue d'or annécienne », champion de France en VTT master (années 2005, 2006, 2007, 2008), champion d'Europe dans la catégorie en 2005.
- Guillaume Veillet, auteur de l'anthologie des musiques traditionnelles de France en 10 CD sortie à l'automne 2009 chez Frémeaux & Associés, Grand Prix de l'Académie Charles-Cros.

### Héraldique
| Blason de Cusy | Blason  | Coupé ; au premier parti en I de gueules à la croix d'argent, en II de gueules à une bande d'argent chargée de trois étoiles de sables posées à plomb ; au second d'argent au mot CUSY en lettres majuscules de sable posées en pointe, chaussé d'azur ; à une fasce d'or brochant sur le coupé, et à la filière de gueules. |
| Blason de Cusy | Détails | Les armes d'azur à une fasce d'or ou d'azur à une fasce d'or, flanquée de deux pointes d'argent appointées vers la fasce sont celles de la famille de Pingon. Le statut officiel du blason reste à déterminer. |